# 카놈군

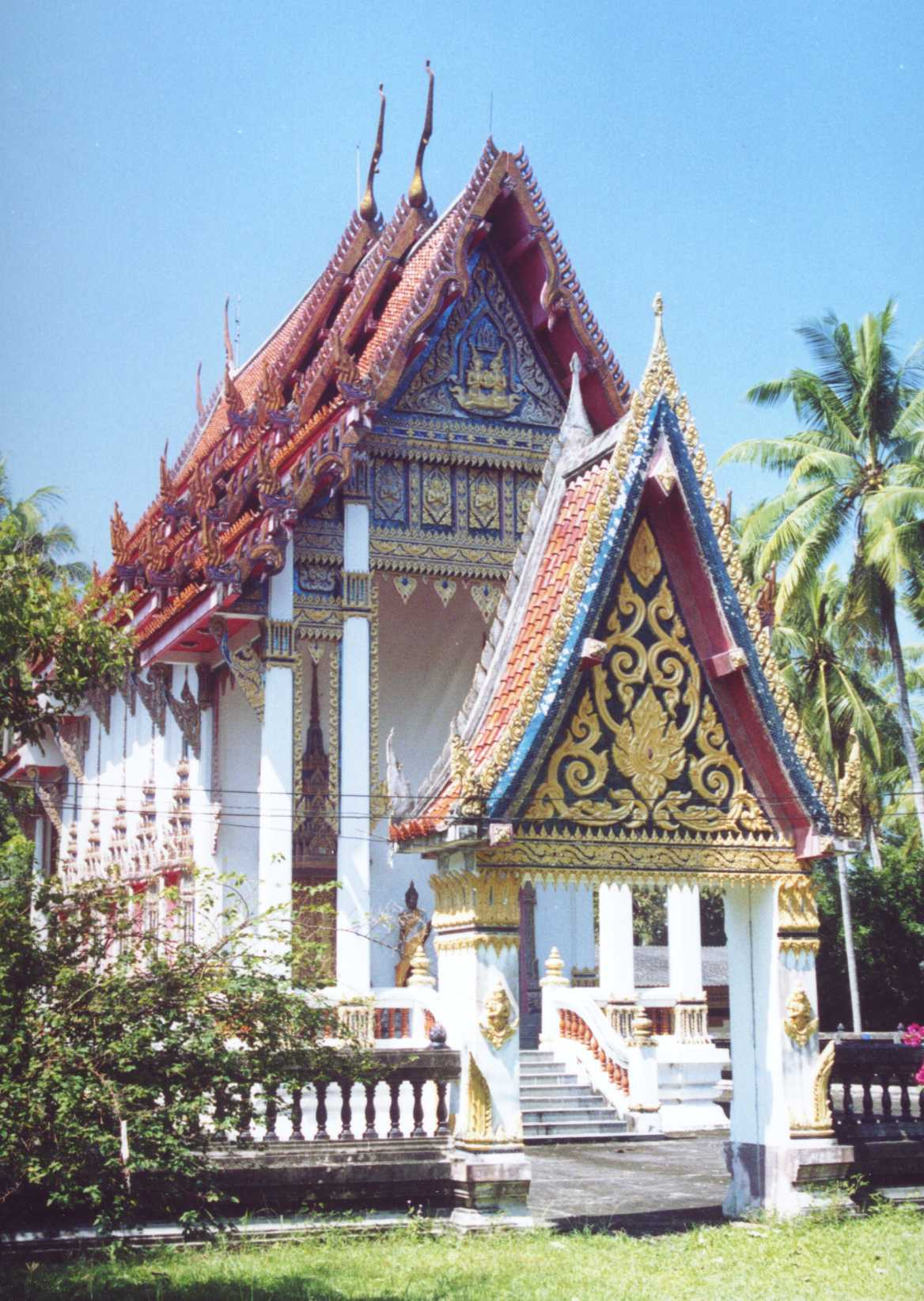

카놈군은 나콘시탐마랏주의 행정 구역이다. 이 지역의 총 인구 수는 2005년 기준으로 27572명이다. 인구 밀도는 63.5km2이다.

## 행정 구역
| 번호 | 지명        | 태국어 지명 | 빌리지 | 인구   | OTOP               |
| ---- | ----------- | ----------- | ------ | ------ | ------------------ |
| 1.   | Khanom      | ขนอม        | 14     | 12,557 | Shrimp chili paste |
| 2.   | Khuan Thong | ควนทอง      | 12     | 10,174 | Banana chips       |
| 3.   | Thong Nian  | ท้องเนียน     | 8      | 4,841  | Fish sauce         |

|  | 이 글은 지리에 관한 토막글입니다. 여러분의 지식으로 알차게 문서를 완성해 갑시다. |